# Championnat d'Allemagne de football 1946-1947
Navigation
Championnats des
zones d'occupation
1945-1946 Meisterschaft
(Oberligen)
1947-1948
En 1946-1947, les compétitions de football en Allemagne sont encore cantonnées au niveau régional. Le football reprend cette saison au niveau régional au sein de la zone d'occupation britannique, mais sera encore cantonné au niveau local dans la zone soviétique.

## Zone américaine
La Fußball Oberliga Süd 1946-1947 (en français : Ligue supérieure de football d'Allemagne du Sud 1946-1947), porte aussi le nom de Meisterschaft in der Amerikanischen Besatzungszone (Championnat de la zone d'occupation américaine). Elle est la deuxième édition d'une ligue de football précisément organisée dans cette zone d'occupation américaine.
Elle couvre le Sud du pays et regroupe les futurs Länders du Bade-Wurtemberg, de Bavière et de Hesse. Situés dans le Nord, le territoire de la ville libre de Brême et celui de l'enclave de Bremerhaven, également placée sous administration américaine, ne participent pas à cette "Oberliga". Les équipes de la partie du Sud de l'actuel Land de Bade-Wurtemberg sont situées dans la zone d'occupation française et participent aux compétitions de cette zone.
À noter que durant cette même saison est aussi organisée une Berliner Stadtliga.

### Contexte

Zones d'occupation en Allemagne en 1945

Il est évident que cette compétition se déroule dans un contexte très particulier, celui de la fin de l’Allemagne nazie.
Pour rappel, les nations alliées victorieuses s’étaient entendues pour partager le territoire allemand en quatre zones d’occupation. L’ancienne capitale du IIIe Reich a été découpée en autant de secteurs.
Parmi les mesures prises pour purger l’Allemagne du Nazisme, il y eut celle décrétant l’interdiction et la dissolution de tous les anciens clubs sportifs et de toutes les formes d’associations (voir Directive n°23).
Avec l’aval des autorités militaires concernées, des communautés sportives ou des groupes sportifs, en Allemand Sportgemeinschaft ou Sportgruppe, tous deux abrégés par "SG" purent être reconstitués. 
À Berlin et dans la zone soviétique, cette directive est appliquée à la lettre et prédomine jusqu'à la scission de l'Allemagne en deux États distincts en 1949. Par contre dans les trois autres régions occidentales placées sous administration alliée, les clubs sont dissous, reconstitués sous forme de SG mais sont autorisés très rapidement à reprendre leur nom initial.

### Fußball Oberliga Süd 1946-1947
Le 1. FC Nürnberg remporte cette ligue.
Cette fois, les éventuelles égalités sont départagées selon le principe de la "différence de buts".

#### Légende
- (T) = Tenant du titre, vainqueur de l'édition 1945-1946
- = club promu des ligues inférieures.

#### Classement
|    |    |                               | M  | G  | N  | P  | +   | -   | DB  | Pts |
| -- | -- | ----------------------------- | -- | -- | -- | -- | --- | --- | --- | --- |
| Ch | 1  | 1. FC Nürnberg                | 38 | 28 | 6  | 4  | 108 | 31  | 77  | 62  |
|    | 2  | SV 07 Waldhof                 | 38 | 22 | 5  | 11 | 74  | 54  | 20  | 49  |
|    | 3  | SG Eintracht Frankfurt        | 38 | 17 | 14 | 7  | 72  | 50  | 22  | 48  |
|    | 4  | TSV 1860 München              | 38 | 18 | 8  | 12 | 67  | 50  | 17  | 44  |
|    | 5  | Offenbacher FC Kickers        | 38 | 16 | 11 | 11 | 76  | 58  | 18  | 43  |
|    | 6  | VfB Stuttgart (T)             | 38 | 17 | 9  | 12 | 64  | 58  | 6   | 43  |
|    | 7  | SV Stuttgarter Kickers        | 38 | 18 | 6  | 14 | 90  | 56  | 34  | 42  |
|    | 8  | TSV Schwaben Augsburg         | 38 | 17 | 7  | 14 | 75  | 51  | 24  | 41  |
|    | 9  | 1. FC Schweinfurt 05          | 38 | 14 | 12 | 12 | 56  | 46  | 10  | 40  |
|    | 10 | SpVgg Fürth                   | 38 | 14 | 10 | 14 | 56  | 57  | -1  | 38  |
|    | 11 | FC Bayern München             | 38 | 12 | 12 | 14 | 75  | 56  | 19  | 36  |
|    | 12 | VfR Mannheim                  | 38 | 16 | 3  | 19 | 50  | 62  | -12 | 35  |
|    | 13 | TSG 1846 Ulm                  | 38 | 13 | 8  | 17 | 56  | 80  | -24 | 34  |
|    | 14 | FSV Frankfurt                 | 38 | 9  | 15 | 14 | 35  | 50  | -15 | 33  |
|    | 15 | SV Viktoria Aschaffenburg     | 38 | 14 | 5  | 19 | 68  | 111 | 43  | 33  |
|    | 16 | VfL Neckarau                  | 38 | 12 | 8  | 18 | 74  | 83  | -9  | 32  |
| R  | 17 | BC Augsburg                   | 38 | 14 | 2  | 22 | 62  | 89  | -27 | 30  |
| R  | 18 | 1. FC 01 Bamberg              | 38 | 12 | 4  | 22 | 44  | 75  | -31 | 28  |
| R  | 19 | Karlsruher FV                 | 38 | 10 | 7  | 21 | 48  | 84  | -36 | 27  |
| R  | 20 | FC Phönix-Alemannia Karlsruhe | 38 | 9  | 6  | 23 | 46  | 95  | -49 | 24  |

### Promotions
En fin de championnat, quatre clubs sont promus depuis les ligues inférieures :
- SG Rot-Weiss Frankfurt
- VfB Mühlburg
- FC Wacker München
- Sportfreunde Stuttgart

### Reprise du championnat national
En vue de la saison suivante, la Deutscher Fußball Bund retrouve pleinement les prérogatives qu'elles avaient du abandonner en 1940 au régime nazi.
Le Championnat d'Allemagne reprend lors de la saison suivante. La DFB organise cinq ligues régionales, les Oberligen. 
La "Fußball Oberliga Süd" devient ainsi l'Oberliga Süd.

## Zone française
La Fußball Oberliga Südwest 1946-1947 (en français : Ligue supérieure de football d'Allemagne du Sud-Ouest 1946-1947) porte aussi le nom de Meisterschaft in der Französischen Besatzungszone (Championnat de la zone d'occupation française). C'est une ligue de football organisée précisément en zone d'occupation française. Cette zone couvre le Sud-Ouest du pays et regroupe les futurs Länder de Sarre et de Rhénanie-Palatinat. Certaines équipes rhénannes de l'actuel Land de Hesse et d'autres situées au Sud de l'actuel Land de Bade-Wurtemberg sont englobées dans cette compétition.
À noter que durant cette même saison est également organisée une Berliner Stadtliga.

### Modifications
La deuxième saison de cette Fußball Oberliga Südwest se déroule d'une manière différente de la première. Les compétitions reprennent en octobre 1946 sous l'appellation Nordzonenliga, avec 14 équipes parmi lesquelles figuraient six nouveaux venus.
Cinq sont des promus sportifs : le SG Andernach, le FSV Kürenz, le SG Gonsenheim, le SG Pirmasens et enfin le SpVgg Mundenheim.
Une sixième formation est intégrée sans qualification sportive : le SpVgg Neuendorf prend le nom de TuS Neuendorf après avoir été remarquée lors des matches amicaux d'avant-saison.
Les clubs de la Sarre ne participent plus à cette compétition. Ils disputent un championnat entre eux. En janvier 1947, ils créent leur propre ligue, l'Ehrenliga Saar. Cette défection est liée au statut particulier de cette région.
Les tergiversations et les palabres à la suite de la défection des équipes sarroises empêchent le déroulement normal de la Nordzonenliga. D'octobre à novembre, seulement huit matches peuvent être joués. Au moment où la ligue est interrompue, le Wormatia Worms a capitalisé le maximum de six victoires, soit 12 points. Il est alors décidé de jouer un tour de qualification, selon le format de matches de coupe, avec élimination directe.
Les équipes du VfR Frankenthal, du FK Pirmasens, du 1.FC Idar et du Hassia Bingen ayant participé à la Fußball Oberliga Südwest 1945-1946 sont éliminés durant ces qualifications.
En janvier 1947, un tour final regroupe les huit clubs qualifiés.

### Fußball Oberliga Südwest 1946-1947

#### Groupe Nord
|   |   |                           | M  | G  | N | P  | +  | -  | DB | Pts |
| - | - | ------------------------- | -- | -- | - | -- | -- | -- | -- | --- |
| Q | 1 | 1. FC Kaiserslautern      | 14 | 11 | 1 | 2  | 75 | 15 | 60 | 23  |
|   | 2 | VfR Wormatia Worms 08     | 14 | 8  | 1 | 5  | 28 | 25 | 3  | 17  |
|   | 3 | 1. FC Saarbrücken (T)     | 14 | 7  | 2 | 5  | 30 | 20 | 10 | 16  |
|   | 4 | 1. FSV Mainz 05           | 14 | 6  | 4 | 4  | 28 | 19 | 9  | 16  |
|   | 5 | SV Phönix 03 Ludwigshafen | 14 | 6  | 1 | 7  | 26 | 31 | -5 | 13  |
|   | 6 | VfB Neunkirchen           | 14 | 4  | 4 | 6  | 37 | 26 | 11 | 12  |
|   | 7 | TuS Neuendorf             | 14 | 5  | 2 | 7  | 23 | 24 | -1 | 12  |
|   | 8 | FSV Kürenz                | 14 | 1  | 1 | 12 | 9  | 95 | 86 | 3   |

#### Groupe Sud
|   |   |                     | M  | G | N | P  | +  | -  | DB  | Pts |
| - | - | ------------------- | -- | - | - | -- | -- | -- | --- | --- |
| Q | 1 | VfL Konztanz        | 14 | 8 | 4 | 2  | 27 | 19 | 8   | 20  |
|   | 2 | SSV Reutlingen      | 14 | 8 | 1 | 5  | 39 | 24 | 15  | 17  |
|   | 3 | SG Friedrichshafen  | 14 | 7 | 3 | 4  | 28 | 23 | 5   | 17  |
|   | 4 | SpVgg Offenburg     | 14 | 5 | 5 | 4  | 22 | 23 | -1  | 15  |
|   | 5 | Fortuna Rastatt (T) | 14 | 5 | 4 | 5  | 23 | 22 | 1   | 14  |
|   | 6 | VfL Schwenningen    | 14 | 5 | 3 | 6  | 29 | 28 | 1   | 13  |
|   | 7 | VfL Freiburg        | 14 | 5 | 2 | 7  | 32 | 30 | 2   | 12  |
|   | 8 | SV Biberach         | 14 | 1 | 2 | 11 | 28 | 59 | -31 | 4   |

#### Finale Oberliga Südwest
| Date       | Match                               | Résultat |
| ---------- | ----------------------------------- | -------- |
| xx/xx/1947 | 1. FC Kaiserslautern – VfL Konstanz | 8-1      |
| xx/xx/1947 | VfL Konstanz – 1. FC Kaiserslautern | 4-8      |
| C          | 1. FC Kaiserslautern                | Champion |

### Reprise du championnat national
En vue de la saison suivante, la Deutscher Fußball Bund retrouve pleinement les prérogatives qu'elle avait dû abandonner en 1940 au régime nazi.
Le Championnat d'Allemagne reprend lors de la saison suivante. La DFB organise cinq ligues régionales, les Oberligen. 
La "Fußball Oberliga Südwest" devient ainsi l'Oberliga Südwest.

## Zone britannique
Le Fußball Meisterschaft der Britischen Besatzungzone 1946-1947 (en français : Championnat de football de la zone d'occupation britannique 1946-1947) fut une compétition de football, précisément organisée dans la zone d'occupation britannique.
Contrairement à la Fussball Oberliga Süd, à la Fussball Oberliga Südwest ou à la Berliner Stadtliga, cette compétition ne fut pas jouée sous forme d'une ligue avec établissement d'un classement.

### Fonctionnement
Des éliminatoires se déroulèrent de manière localisées puis un tour final regroupa les huit derniers qualifiés. Quatre équipes venaient de la « zone Ouest » et quatre autres de la « zone Nord ».
Pour la « zone Ouest », trois sous-compétitions locales (Bas-Rhin, Rhin moyen, Westphalie) qualifièrent leur champions alors que les vice-champions disputèrent un barrage pour élire le 4e participants.
Pour la "zone Nord", deux sous-compétitions locales (Basse-Saxe, Hambourg/Schleswig-Holstein) furent organisées. Le champion et vice-champion de "Basse-Saxe" furent qualifiés directement. Une finale de zone fut prévue pour "Hambourg/Schleswig-Holstein".
Le tour final se déroula selon le format coupe avec rencontres à élimination directe.

### Résultats

#### Zone Nord

##### Qualifiés directs
- SV Werder Bremen (champion Basse-Saxe)
- TSV Braunschweig (vice-champion Basse-Saxe)

##### Tour final Hambourg/Schleswig-Holstein
Participants:
- FC St-Pauli (champion Hambourg)
- Hamburger SV (vice-champion Hambourg)
- VfB Lübeck (champion Schleswig-Holstein)
- Kieler SV Holstein (vice-champion Schleswig-Holstein)

###### Matches
| Date       | Equipe locale |   | Equipe visiteuse   | Score   | Ville, Stade |
| ---------- | ------------- | - | ------------------ | ------- | ------------ |
| 14/06/1947 | Hamburger SV  | - | VfB Lübeck         | 5-2     | Hambourg     |
|            | FC St. Pauli  | - | Kieler SV Holstein | abandon |              |

Champion de la sous-compétition "Hambourg", le FC St. Pauli réclama une qualification directe pour le tour final. Comme celle-ci lui fut pas accordée, le club refusa de prendre part aux barrages et fut donc disqualifié.

###### Qualifiés
- Hamburger SV
- Kieler SV Holstein

#### Zone Ouest

##### Qualifiés directs
- Fortuna Düsseldorf (champion Bas-Rhin)
- Aachener TSV Alemannia (champion Rhin moyen)
- Borussia Dortmund (champion Westphalie)

##### Barrages zone Ouest
Participants:
- Rot-Weiss Oberhausen (vice-champion Bas-Rhin)
- VfR 04 Köln (vice-champion Rhin moyen)
- FC Schalke 04 (vice-champion Westphalie)

###### Matches
| Date       | Equipe locale          |   | Equipe visiteuse       | Score | Ville, Stade    |
| ---------- | ---------------------- | - | ---------------------- | ----- | --------------- |
| 01/06/1947 | FC Schalke 04          | - | Aachener TSV Alemannia | 5-0   | Essen           |
| xx/xx/1947 | Fortuna Düsseldorf     | - | FC Schalke 04          | 0-4   | Recklinghausen  |
| 02/07/1947 | Aachener TSV Alemannia | - | Fortuna Düsseldorf     | 1-5   | Aix-la-Chapelle |

###### Classement
| Pl. | Clubs                  | J | V | D | N | Buts | Avg  | Pts |
| 1.  | FC Schalke 04          | 2 | 2 | 0 | 0 | 9-0  | 9    | 4:0 |
| 2.  | Fortuna Düsseldorf     | 2 | 1 | 0 | 1 | 5-5  | 1    | 2:2 |
| 3.  | Aachener TSV Alemannia | 2 | 0 | 0 | 2 | 1-10 | 0,10 | 0:4 |

|  | Qualifié pour le tour final |

#### Tour final

##### Quarts de finale
| Date       | Equipe locale     |   | Equipe visiteuse     | Score             | Ville, Stade               |
| ---------- | ----------------- | - | -------------------- | ----------------- | -------------------------- |
| 08/06/1947 | Borussia Dortmund | - | SV Werder Bremen     | 4-2               | Bochum                     |
| 22/06/1947 | VfR 04 Köln       | - | Kieler SV Holstein   | 2-1 ap prol (1-1) | Cologne                    |
| 22/06/47   | TSV Braunschweig  | - | Rot-Weiss Oberhausen | 2-3 ap prol (2-2) | Hanovre, Hindenburg        |
| 22/06/47   | Hamburger SV      | - | FC Schalke 04        | 0-0 ap prol.      | Hambourg, Volksparkstadion |

###### Quarts de finale (replay)
| Date       | Equipe locale |   | Equipe visiteuse | Score | Ville, Stade                      |
| ---------- | ------------- | - | ---------------- | ----- | --------------------------------- |
| 29/06/1947 | FC Schalke 04 | - | Hamburger SV     | 0-2   | Gelsenkirchen, Glückauf-Kampfbahn |

##### Demi-finales
| Date       | Equipe locale     |   | Equipe visiteuse     | Score              | Ville, Stade            |
| ---------- | ----------------- | - | -------------------- | ------------------ | ----------------------- |
| 29/06/1947 | Borussia Dortmund | - | VfR 04 Köln          | 5-4 ap prol/ (4-4) |                         |
| 06/07/1947 | Hamburger SV      | - | Rot-Weiss Oberhausen | 3-1                | Duisbourg, Wedaustadion |

###### Match pour la3eplace
| Date       | Equipe locale        |   | Equipe visiteuse | Score | Ville, Stade               |
| ---------- | -------------------- | - | ---------------- | ----- | -------------------------- |
| 13/07/1947 | Rot-Weiss Oberhausen | - | VfR 04 Köln      | 1-4   | Oberhausen, Am Vinzenzhaus |

##### Finale
| Date       | Equipe locale |   | Equipe visiteuse  | Score | Ville, Stade |
| ---------- | ------------- | - | ----------------- | ----- | ------------ |
| 13/00/1947 | Hamburger SV  | - | Borussia Dortmund | 1-0   | Düsseldorf   |

#### Classement final
|   | P | Clubs                |
| - | - | -------------------- |
| C | 1 | Hamburger SV         |
|   | 2 | Borussia Dortmund    |
|   | 3 | VfR 04 Köln          |
|   | 4 | Rot-Weiss Oberhausen |

### Reprise du championnat national
Le Championnat d'Allemagne reprit lors de la saison suivante autour des cinq ligues régionales, les Oberligen. 
Deux Oberligen, l'Oberliga Nord et l'Oberliga West formèrent ce qui fut encore appelé le Meisterschaft der Britische Besatzungzone.

## Zone soviétique

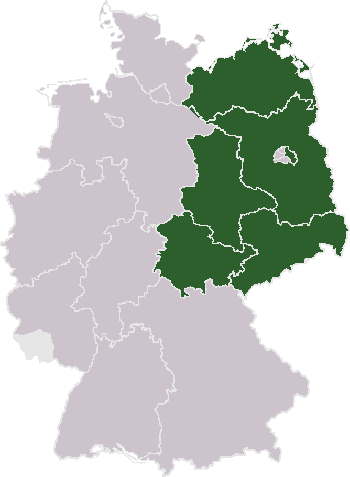
Zone d'occupation soviétique

Dans la zone d'occupation soviétique, il n'y a toujours pas de championnat au niveau régional. Un système de ligues réglementées est cependant mis en place dans les villes, les districts et les régions. Comme à Berlin un an plus tôt, aucun véritable club n'était autorisé à concourir (voir Directive n°23). Ainsi ce sont les groupes sportifs (SG ou Sportgruppe) qui concourent dans ces compétitions. 
En Mecklenburg, une ligue régionale (Landesklasse) a déjà été créée, et est disputée en deux groupes. Le SG Rostock-Süd en est le premier champion. Dans le Brandenburg également, un champion régional est désigné lors d'une phase finale entre les champions des Bezirke (districts). Le SG Cottbus-Ost s'y impose en finale sur le SG Forst-Mitte (3-2). Aucun champion n'est désigné dans les autres Länder.

## Berlin
La Berliner Stadtliga 1946-1947 (en français : « Ligue berlinoise de football 1946-1947 ») fut une ligue de football organisée dans la capitale allemande. Elle fut la deuxième du genre après celle de 1945-1946.
Contrairement à la saison précédente où 36 équipes étaient en lice, il n’y eut cette fois que 12 participants qualifiés précisément à l’issue de la compétition de 1945-1946.
Cette ligue est parfois erronément appelée « Oberliga Berlin ». Ce terme est inexact car ce ne fut officiellement qu’en 1947, soit en vue de la saison suivante, que la DFB (qui retrouvait ses pleines prérogatives définitivement abandonnées en 1940 sous le régime nazi) créa les Oberligen.
La Berliner Stadtliga conserva son nom mais fut alors dénommée « Oberliga Berlin ».

### Contexte
Cette compétition se déroula toujours dans un contexte très particulier, celui des zones d’occupation. Depuis mai 1945, l’ancienne capitale du Troisième Reich fut découpée en quatre secteurs, chacun contrôlés par une des nations victorieuses des Nazis (France, Royaume-Uni, URSS et États-Unis).

#### Zones d’occupation à Berlin
Les secteurs d’occupation ont été délimités par rapport aux 20 districts administratifs établis lors de la création du Grand Berlin en 1920.
Les 23 districts nommés ci-après sont ceux qui existaient à la veille de la réunification de la ville en 1990. Ceux créés après 1945 sont marqués d’un astérisque et étaient tous dans la zone soviétique.
- Secteur américain : les districts de Kreuzberg, Neukölln, Tempelhof, Schöneberg, Steglitz et Zehlendorf.
- Secteur britannique : les districts de Tiergarten, Charlottenburg, Wilmersdorf et Spandau.
- Secteur français : les districts de Reinickendorf et Wedding
- Secteur soviétique : les districts de Friedrichshain, Hellersdorf*, Hohenschönhausen*, Köpenick, Lichtenberg, Marzahn*, Mitte, Pankow, Prenzlauer Berg, Treptow et Weissensee.

### Équipes participantes
Les équipes qui prirent part à la Berliner Stadtliga 1946-1947 étaient encore des communautés sportives ou des groupes sportifs, en allemand Sportgemeinschaft ou Sportgruppe, tous deux abrégés par SG. Ils avaient été reconstitués, avec l’accord des autorités militaires après que tous les anciens clubs sports et de toutes les formes d’associations aient été dissoutes dans les processus de dénazification du pays (voir l’article Directive no 23).
Les équipes sont classées dans l’ordre alphabétique des Sportgemeinschaften.
| Ordre | Secteurs | Noms "SG"               | Clubs actuels           | Remarques |
| ----- | -------- | ----------------------- | ----------------------- | --- |
| 1     | West     | SG Charlottenburg       | Tennis Borussia Berlin  | |
| 2     | Ost      | SG Köpenick             | SSV Köpenick-Oberspree  | brièvement appelé SC Köpenick en 1949, le club fut ensuite la SG Köpenick, puis la Genossenschafts-SG Köpenick, la BSG Köpenick et la BSG Mechanisierung Berlin-Köpenick. Redevenu SSV Köpenick 08, il fusionna en 2004 avec le SSV Oberspree (ancien BSG Einheit Berlin Mitte). |
| 3     | Ost      | SG Lichtenberg-Nord     | SV Lichtenberg 47       | fut ensuite le SC Lichtenberg 47 puis le SG Lichtenberg 47. Fusion en 1969 avec la BSG Elpro pour devenir la BSG EAB Lichtenberg 47. Prit son nom actuel après 1990. |
| 4     | West     | SG Mariendorf           | SV Blau-Weiss Berlin    | |
| 5     | West     | SG Osloer Strasse       | SV Nord Wedding 1893    | devint le SG Nordstern en 1947 puis le BFC Nordstern 07 en 1949. En 1973, il fusionna avec le VfL Nord Berlin pour former le SV Nord-Nordstern 1896 qui fusionna en 2001 avec le SC Rapide Wedding 1893.                                                                         |
| 6     | West     | SG Prenzlauer Berg-West | BFC Alemannia 90 Wacker | reprit ensuite son appellation de BFC Alemannia 90 qui fusionna en 1996 avec le SC Wacker 04 Berlin |
| 7     | West     | SG Reinickendorf-West   | BFC Alemannia 90 Wacker | reprit son appellation de SC Wacker 04 Berlin qui fusionna en 1996 avec le BFC Alemannia 90. |
| 8     | West     | SG Staaken              | SC Staaken 1919         | prit le nom de SC Staaken 1919 en 1948. |
| 9     | Ost      | SG Stadtmitte           | néant                   | Cette SG ne disparut en 1947. |
| 10    | West     | SG Südring              | Berliner FC Südring     | renommé SC Südring en 1947, il prit le nom de Berliner FC Südring en 1950. |
| 11    | West     | SG Tempelhof            | BFC Viktoria 89 Berlin  | en juillet 1947, le club reprit son appellation historique de Berliner FC Viktoria 89. |
| 12    | West     | SG Wilmersdorf          | Berliner SV 92          | en 1948, le club reprit son appellation historique de Berliner SV 92. |

### Compétition
En fin de compétition, les trois derniers classés furent relégués vers une ligue inférieure nommée "1. Ligaklasse" et répartie en 4 groupes.

#### Légende
|  | Berliner Meister                     |
|  | Relégué en vue de la saison suivante |

#### Classement
|   |    | Secteurs |                         | M  | G  | N | P  | +  | -  | Avg  | Pts |
| - | -- | -------- | ----------------------- | -- | -- | - | -- | -- | -- | ---- | --- |
| C | 1  | West     | SG Charlottenburg       | 22 | 18 | 1 | 3  | 89 | 24 | 3,71 | 37  |
|   | 2  | West     | SG Wilmersdorf          | 22 | 16 | 2 | 4  | 78 | 30 | 2,60 | 34  |
|   | 3  | West     | SG Reinickendorf-West   | 22 | 10 | 6 | 6  | 58 | 48 | 1,21 | 22  |
|   | 4  | West     | SG Prenzlauer Berg-West | 22 | 9  | 4 | 9  | 56 | 47 | 1,19 | 22  |
|   | 5  | West     | SG Staaken              | 22 | 9  | 4 | 9  | 55 | 69 | 0,80 | 22  |
|   | 6  | West     | SG Mariendorf           | 22 | 8  | 5 | 9  | 34 | 50 | 0,68 | 21  |
|   | 7  | West     | SG Osloer Strasse       | 22 | 9  | 3 | 5  | 35 | 56 | 0,63 | 21  |
|   | 8  | Ost      | SG Köpenick             | 22 | 8  | 4 | 10 | 46 | 41 | 1,12 | 20  |
|   | 9  | West     | SG Südring              | 22 | 9  | 2 | 11 | 59 | 66 | 0,89 | 20  |
| R | 10 | Ost      | SG Lichtenberg-Nord     | 22 | 8  | 3 | 11 | 46 | 51 | 0,90 | 19  |
| R | 11 | Ost      | SG Stadtmitte           | 22 | 6  | 1 | 15 | 34 | 61 | 0,56 | 13  |
| R | 12 | West     | SG Tempelhof            | 22 | 4  | 1 | 17 | 33 | 80 | 0,41 | 9   |

### Promus en vue de la saison suivante
Trois équipes issue de la "1. Ligaklasse" furent admises dans la Berliner Stadtliga en vue de la saison 1947-1948:
- Ost - SG Pankow-Nord (futur VfB Pankow et actuel VfB Einheit zu Pankow)
- Ost - SG Oberschöneweide (futur SG Union Oberschöneweide et actuels 1. FC Union Berlin & SC Union 06 Berlin)
- West - SG Spandau-Altstadt (actuel Spandauer SV)

La 1. Ligaklasse était répartie en 4 groupes, mais fut pour la saison suivante réduite à 3 séries, dont le champion put accéder à l’échelon supérieur.

### Reprise du championnat national
En vue de la saison suivante, la Deutscher Fussball Bund retrouva pleinement les prérogatives qu’elles avaient du abandonner en 1940 au régime nazi.
Le championnat d’Allemagne reprit lors de la saison suivante. La DFB organisa cinq ligues régionales, les Oberligen.
La Berliner Stadtliga conserva ce nom, mais elle devint surtout connue sous le nom « erroné » mais plus fréquemment employé dans les archives d’Oberliga Berlin.